# Gonimarur, Somvarpet
Gonimarur là một làng thuộc tehsil Somvarpet, huyện Kodagu, bang Karnataka, Ấn Độ.